# Lazovići
Lazovići (cyr. Лазовићи) – wieś w Czarnogórze, w gminie Bijelo Polje. W 2011 roku liczyła 176 mieszkańców.